# Friedrich Wilhelm Utsch

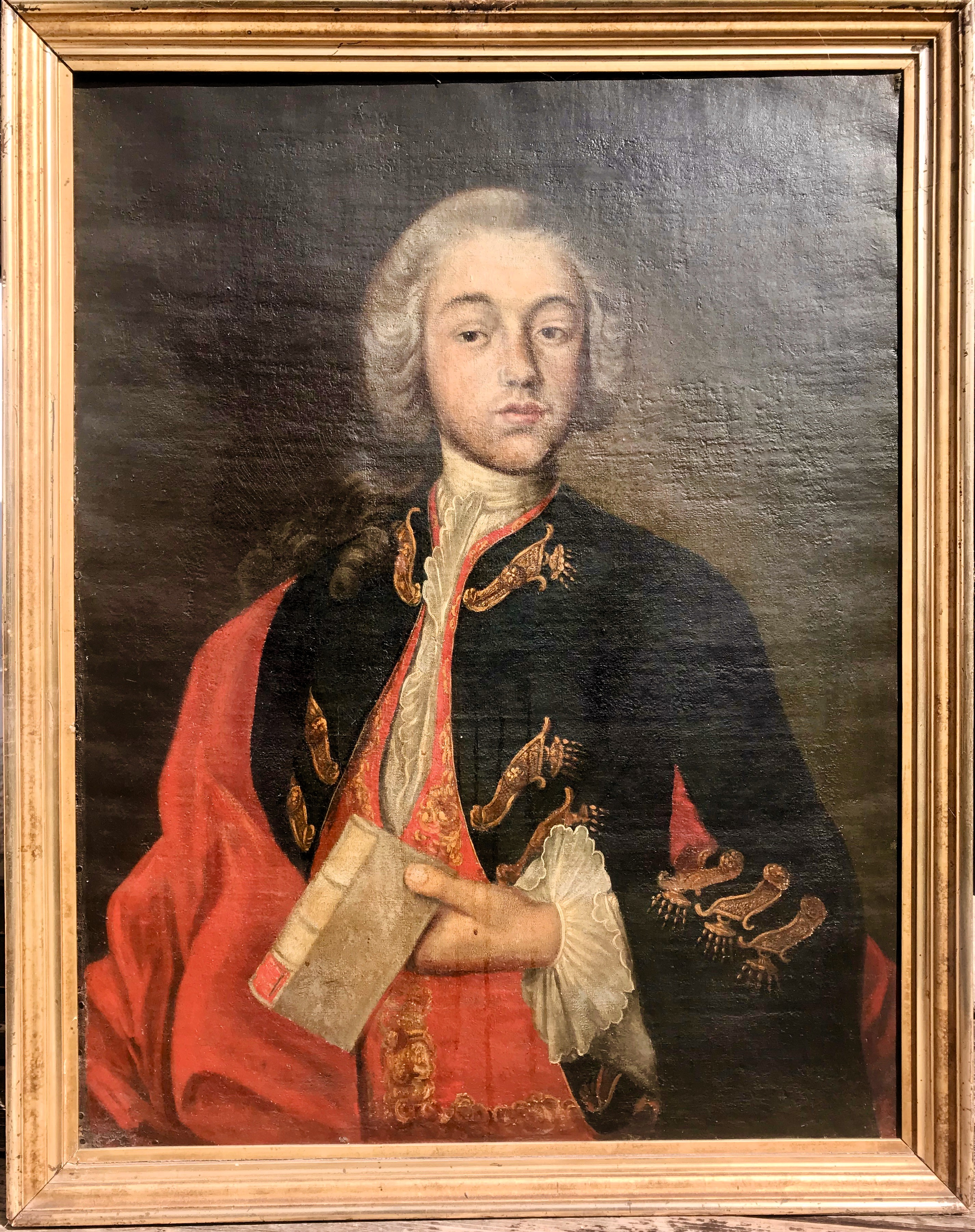
Friedrich Wilhelm Utsch, 1749

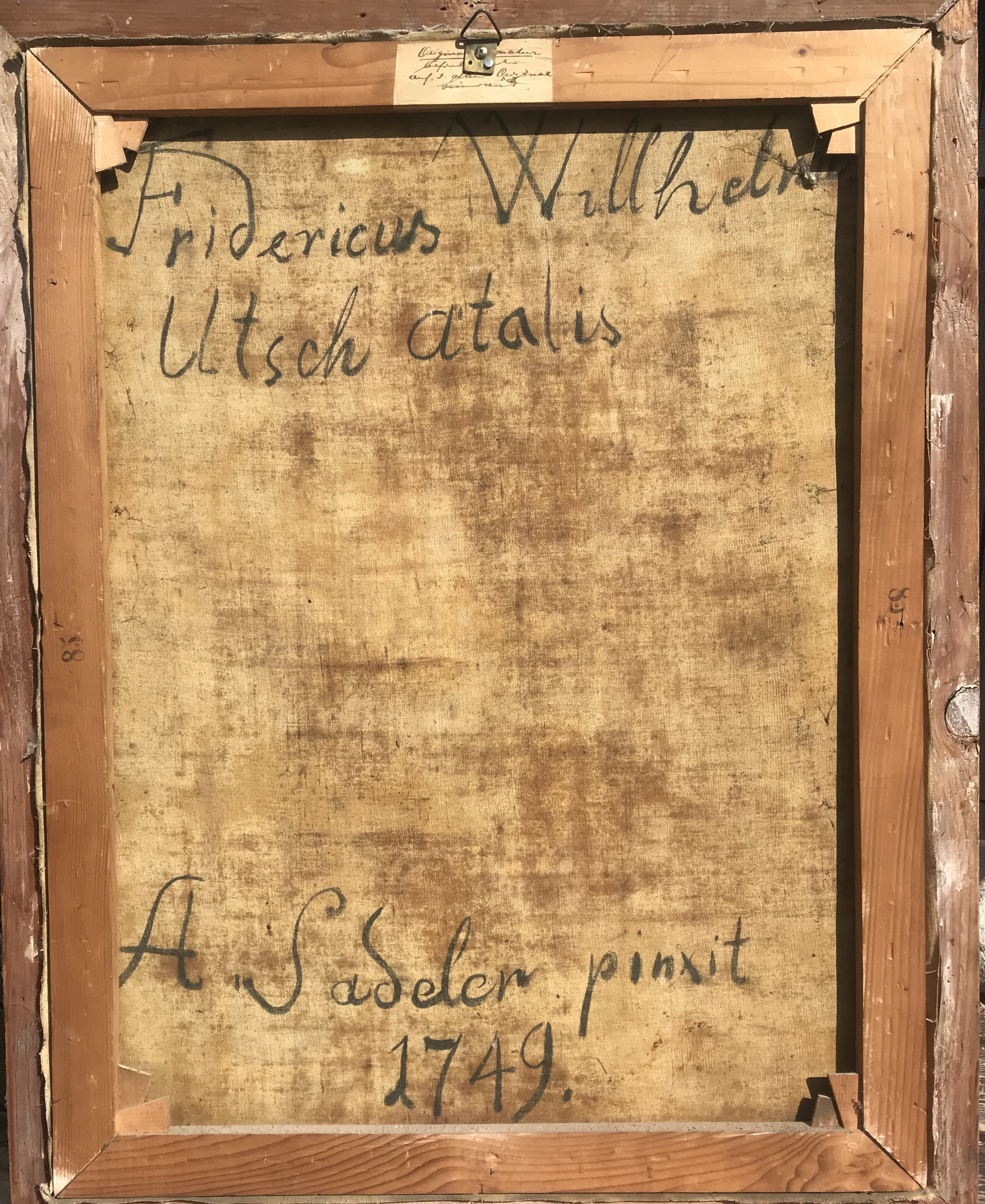
Gemälde-Rückseite mit Signatur

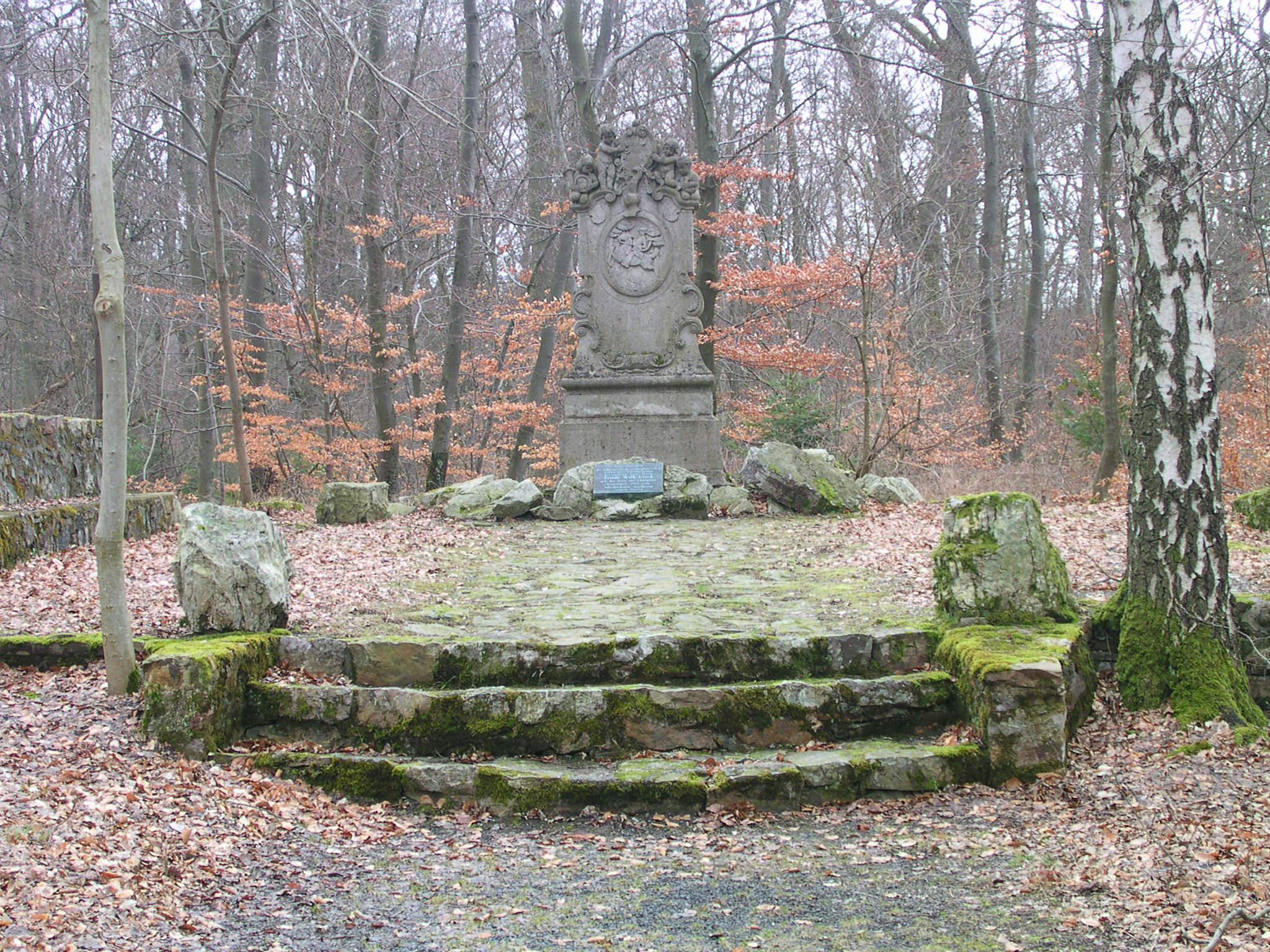
Denkmal am Forsthaus Entenpfuhl, weitere Abbildungen über die Bildbeschreibungsseite

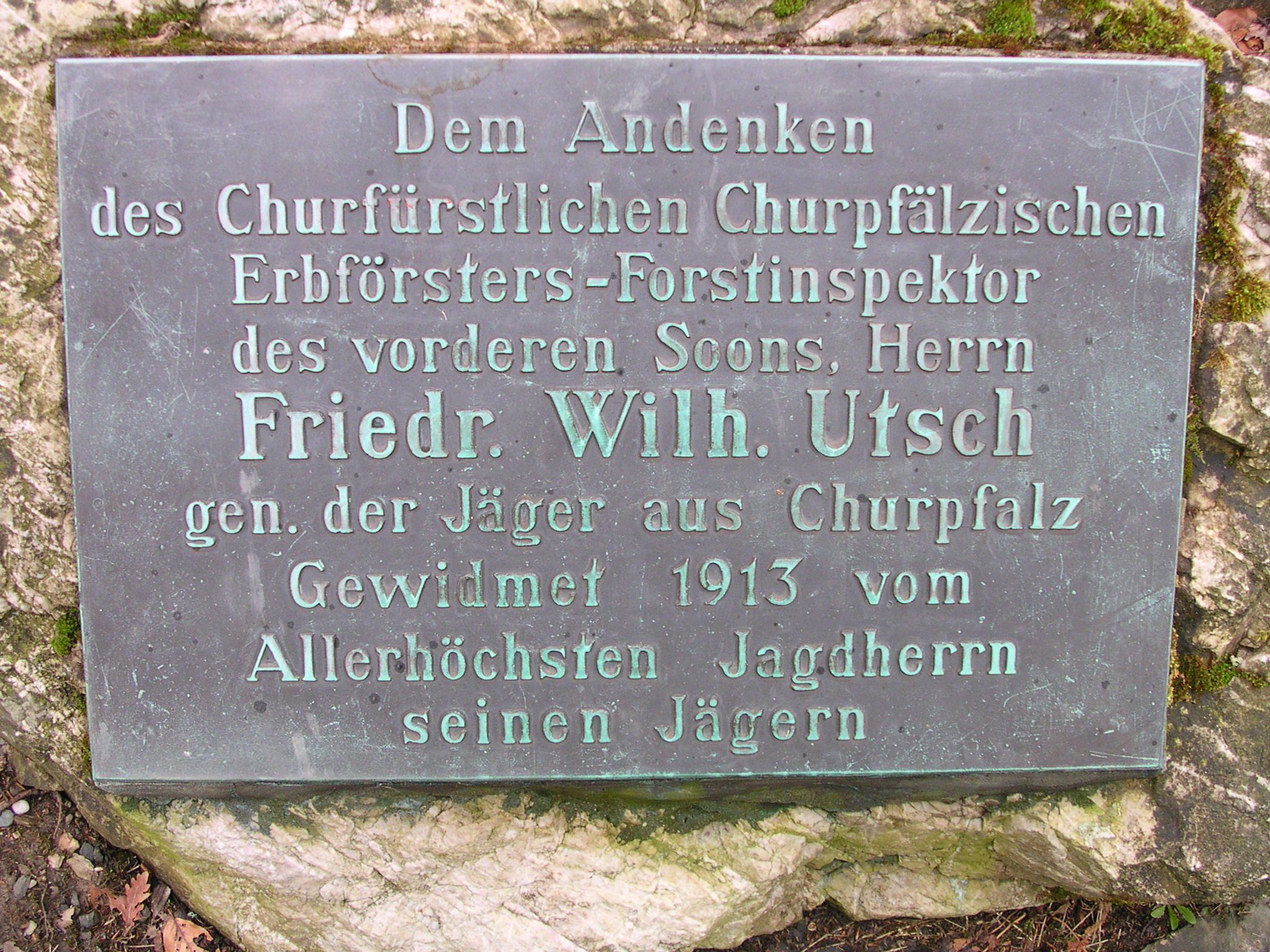
Detail: Inschrift des Denkmals

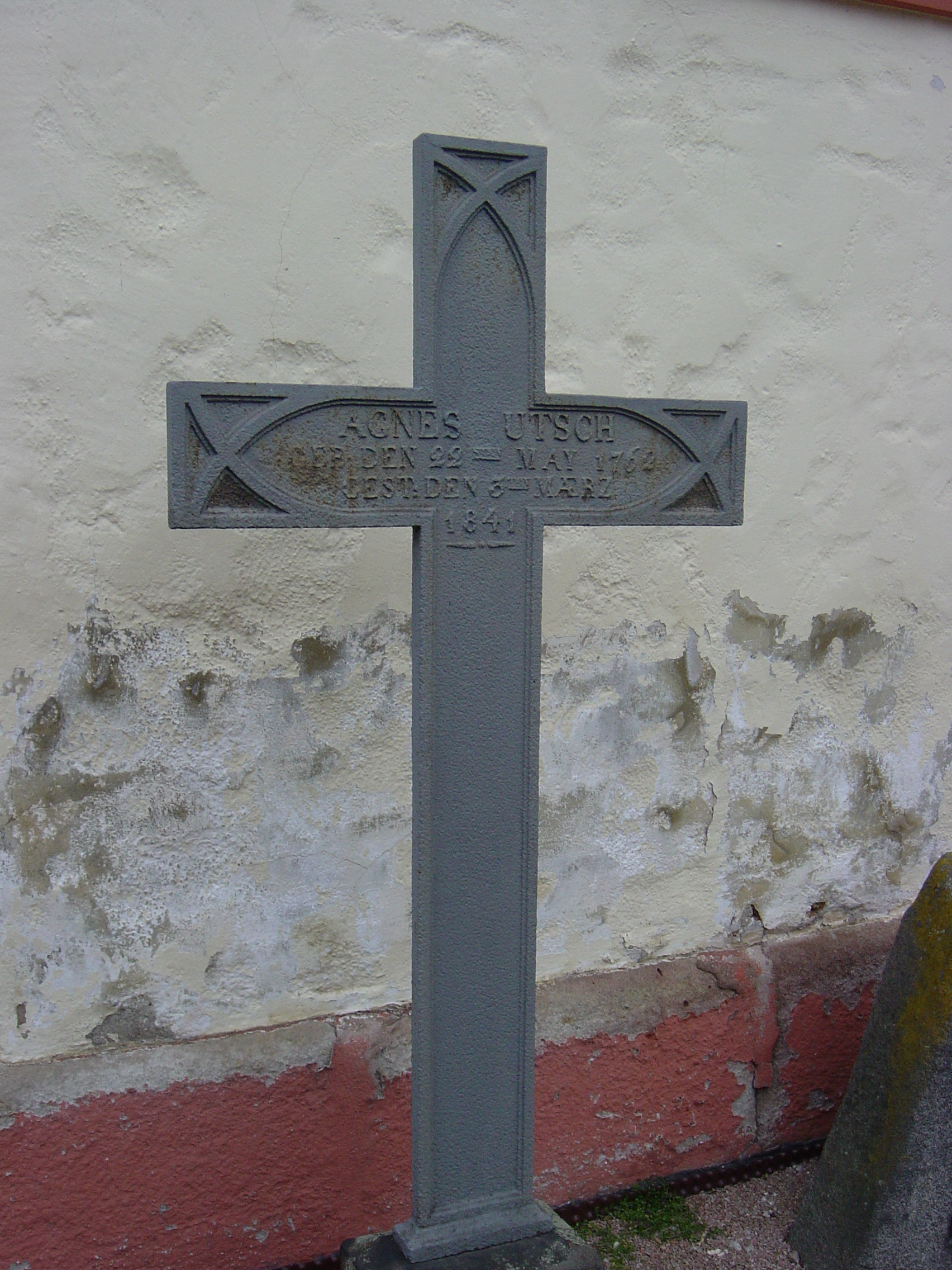
Grabkreuz der Tochter Agnes Utsch (1762–1841) in Bretzenheim

Friedrich Wilhelm Utsch (* 23. Januar 1732 in Rheinböllen, Hunsrück; † 13. März 1795 in Rheinböllen) war wie seine Vorfahren Erbförster des Mainzer Kurfürsten im Soonwald und Eigentümer der Rheinböllerhütte, einem Eisenhüttenwerk, dessen Ursprünge bis ins ausklingende Mittelalter zurückreichen.

## Leben
Ihm wird der Titel Jäger aus Kurpfalz des gleichnamigen Volksliedes zugeschrieben.
Die ursprünglich 6 Strophen des Liedes wurden vermutlich von Pfarrer Martin Klein verfasst, der ein Freund und Begleiter Utschs war. Bekannt sind heute aber lediglich 3 Strophen. Das Lied ist durchaus humorvoll gemeint, denn angeblich schoss der Erbförster in 15 Jahren nur 3 Stück Rotwild und einen Bock.
Der deutsche Kaiser Wilhelm II. weihte 1913 in seiner Eigenschaft als höchster Jagdherr bei Sobernheim, also in seinem Königreich Preußen und nicht etwa in der bayerischen Pfalz, einen Gedenkstein für den „Jäger aus Kurpfalz“ ein. Die Volksliedforschung meint aber herausgefunden zu haben, dass das Lied erst um 1800 entstanden ist. Wenn es sich überhaupt auf eine historische Gestalt bezieht, dann am ehesten auf Kurfürst Karl Theodor (1724–1799).
Die Familie besaß in Bacharach das historische Utsch-Haus. Utsch war auch Eigentümer des 1722 erbauten Malteser Hospitalguts in Sobernheim, wo er auch längere Zeit lebte. Sein Dienstsitz war das Forsthaus Entenpfuhl in der Nähe von Bad Sobernheim.
Kurz vor seinem Tod, im Jahr 1794, übertrug Friedrich Wilhelm Utsch die Rheinböllerhütte seinem Sohn Carl Theodor Utsch (1769–1860) und seinem Schwiegersohn  Carl I. Wilhelm Anton Puricelli. Utsch liegt in der Nähe des Dorfes Auen in der Willigis-Kapelle begraben.